# Chetoacidosi
La chetoacidosi, da non confondere con la chetosi, è uno stato patologico di produzione incontrollata di chetoni, che porta all'acidosi metabolica. Nella maggioranza dei casi la chetoacidosi è provocata da una deficienza di insulina nel diabete di tipo 1 o negli stadi avanzati del diabete di tipo 2, ma può anche essere il risultato dell'abuso cronico di alcol, salicilismo (avvelenamento da acido salicilico), o ingestione di alcol isopropilico. La chetoacidosi provoca gravi disturbi metabolici, e costituisce un'emergenza medica potenzialmente fatale. La chetoacidosi è distinta dalla chetosi fisiologica in quanto produce anche un'insufficienza nella naturale regolazione della produzione di corpi chetonici.
Nella chetosi fisiologica, invece, chetoni nel flusso sanguigno superano i livelli base di riferimento, ma l'omeostasi acido-base del corpo si mantiene regolare.
Altre possibili cause di chetoacidosi patologica sono:
- infezioni
- abuso di alcol
- stress emotivo
- pancreatite
- emorragie gastrointestinali
- infusione endovenosa di destrosio
- gravidanza
- Malattie endocrine, ad esempio ipotiroidismo grave, tireotossicosi e insufficienza surrenalica allo stadio di crisi di Addison[6][7].

## Sintomi e terapia
Chetoacidosi diabetica
La bassa concentrazione ematica di insulina, insieme con la presenza di ormoni controregolatori (glucagone), provoca:
- aumentata gluconeogenesi epatica;
- aumentata proteolisi;
- aumentata lipolisi, con aumento di NEFA ematici e corpi chetonici;
- minore uso periferico di glucosio.

Questi eventi portano alla iperglicemia, dunque alla glicosuria, con conseguente diuresi osmotica, perdita di elettroliti e ipovolemia.
La presenza di corpi chetonici comporta una forte diminuzione della riserva alcalica, che, unita all'insufficienza renale dovuta all'ipovolemia, porta all'acidosi.
La triade "chetosi, iperglicemia, acidosi" viene chiamata nel diabetico chetoacidosi diabetica o DKA.
- Sintomi: stanchezza, malessere generale, poliuria, sete, polidipsia, crampi, aritmie cardiache, sonnolenza, perdita di peso, bradipnea.
- Segni: disidratazione, ipotensione, anomalie ECG, disfunzioni cerebrali, perdita della massa muscolare, respiro di Kussmaul.

Chetoacidosi infantile
La chetoacidosi nel bambino è detta “acetone” e, se non è dipendente dal diabete, è una manifestazione benigna che si accompagna a malattie febbrili, shock emotivi oppure al digiuno, tutte condizioni che si presentano frequentemente nel bambino.
Il quadro clinico è caratterizzato da rifiuto del cibo e vomito, che in casi estremi può portare alla disidratazione e provocare senso di malessere generale, come dolori addominali o cefalee, accompagnato da lingua asciutta e patinosa, respiro profondo e frequente. La crisi è di solito rapida. I sintomi durano dalle 24 alle 48 ore.

## Diagnosi
La diagnosi di DKA è immediata, dato il forte odore di aceto dell'alito. Tuttavia un esame dell'urine (anche su stick rapido) è in grado di accertare la presenza e di valutare la concentrazione dei corpi chetonici. È necessario eseguire l'ECG per valutare la funzionalità cardiaca, spesso compromessa, e analisi approfondite quali azotemia e creatininemia per valutare la funzionalità renale.
La chetosi nel bambino, manifesta grazie all'odore di frutta dell'alito, è solitamente accompagnata da febbre

## Trattamento
Trattamento della chetoacidosi diabetica
1. Reidratazione
2. Somministrazione di insulina
3. Somministrazione di potassio
4. Infusione di glucosio